# Руамаханга (река)
Руамаханга (англ. Ruamahanga River) — река на юго-востоке Северного острова Новой Зеландии.
Исток Руамаханги находится на восточном склоне хребта Дундас в горной цепи Тараруа к северо-западу от города Мастертон. Оттуда река течёт сначала на юг, а затем на юго-запад 130 километров (81 милю), до своего впадения в озеро Оноке, представляющее собой лагуну залива Паллизер-Бей в проливе Кука. На реке расположены города Мастертон и Мартинборо. Около города Гладстон в Руамахангу впадает река Тоуэру.
Верховья реки являются популярным местом для ловли форели.
В настоящее время река в основном загрязняется сточными водами и смывами с полей.